# Сарт-Абдрашево
Сарт-Абдра́шево (рос. Сарт-Абдрашево) — село у складі Сафакулевського округу Курганської області, Росія.
Населення — 945 осіб (2010, 840 у 2002).
Національний склад станом на 2002 рік:
- башкири — 55 %
- росіяни — 35 %